# Дмитриев, Герберт Леонидович
Герберт Леонидович Дмитриев (14 апреля 1935, СССР — 11 апреля 1994, Мурманск) — советский актёр театра и кино.

## Биография
Родился 14 апреля 1935 года. Окончил Ленинградский государственный институт театра, музыки и кинематографии (ЛГИТМиК).
Актёр Курского драматического театра и киностудии «Ленфильм». Первой крупной ролью стал образ парторга Радионова в фильме Каждый день жизни (1973).
Жестоко убит 11 апреля 1994 года в городе Мурманске.

## Фильмография
1. 1957 — Полесская легенда — эпизод[1]
2. 1967 — Попутного ветра, «Синяя Птица» — посетитель портового кабака (нет в титрах)
3. 1967 — Хроника пикирующего бомбардировщика — капитан, играющий в шахматы (нет в титрах)[1]
4. 1968 — В горах моё сердце — Гера
5. 1968 — Удар! Ещё удар! — Герберт, ассистент тренера команды «Рифы»[1]
6. 1969 — Встреча у старой мечети — Пашков[1]
7. 1970 — Секундомер — приятель Лаврова (нет в титрах)[1]
8. 1972 — Петерс — заговорщик[1]
9. 1973 — Каждый день жизни — Радионов, парторг[1]
10. 1973 — Мальчишку звали капитаном — Курерару, румынский майор[1]
11. 1973 — Чёрный принц — Алексей Савельевич Снегирёв, по кличке «Хряк»[1]
12. 1975 — Звезда пленительного счастья — офицер (нет в титрах)[1]
13. 1977 — Блокада. Часть 2. Фильм 1. Ленинградский метроном; Фильм 2. Операция «Искра» — генерал Гусев, начальник штаба Ленинградского фронта[1]
14. 1978 — Соль земли (ТВ) — гость Марьи Григорьевны (нет в титрах) (3-я серия)[1]
15. 1981 — 20 декабря (ТВ) — Владимир Митрофанович Пуришкевич[1]
16. 1981 — Сильва — официант (нет в титрах)[1]
17. 1982 — Людмила — белогвардейский офицер, помощник Добрынин (в титрах указан как — И. Дмитриев)[1]
18. 1982 — Таможня — капитан[1]
19. 1983 — Семь часов до гибели — Олег Петрович Петрищев, новый капитан ледокола «Мурманск»[1]
20. 1984 — Предел возможного (ТВ) — член партийной комиссии из Москвы (3-я серия)[1]
21. 1986 — Государственная граница. Фильм 5. Год сорок первый (ТВ) — генерал-лейтенант Масленников[1]
22. 1987 — Моонзунд — старшина Ефим Слыщенко[1]
23. 1989 — Сталинград — Лопатин[1]